# Susan Shields
Susan Marie Shields (Erie, 3 febbraio 1952) è un'ex nuotatrice statunitense.

## Carriera
Specializzata nella farfalla, ha raggiunto, all'apice della carriera, la medaglia di bronzo sulla distanza dei 100 metri alle Olimpiadi di Città del Messico 1968.

## Palmarès
- Olimpiadi

Città del Messico 1968: bronzo nei 100m farfalla.